# Liste der Prinzen namens Johann
Johann hießen die Söhne folgender Herrscher

## Prinzen von Spanien
- Johann von Aragón und Kastilien wurde am 28. Juni 1478 als Sohn von Isabella I. von Kastilien und deren Gemahl Ferdinand II. von Aragón geboren, und starb am 4. Oktober 1497. Er heiratete am 3. April 1497 Margarethe von Österreich.
- Johann wurde am 3. Mai 1509 als Sohn von Ferdinand II. von Aragón und dessen zweiter Gemahlin Germaine von Foix geboren, und starb am 3. Mai 1509.
- Johann wurde am 20. April 1539 als dritter Sohn von Karl I. von Spanien und dessen Gemahlin Isabella von Portugal geboren, und starb am 20. April 1539.
- Johann wurde am 24. Februar 1547 als unehelicher Sohn von Karl I. von Spanien geboren, und starb am 1. Oktober 1578. Er war Vater der unehelichen Töchter Anna (1568–1610) und Johanna (11. September 1573–7. Februar 1630).
- Johann Joseph wurde am 7. April 1629 als unehelicher Sohn von Philipp IV. von Spanien geboren, und starb am 17. September 1679. Er war Vater von drei Töchtern.
- Johann wurde am 15. Mai 1822 in Aranjuez als zweiter Sohn von Karl Maria von Molina und dessen erster Gemahlin Maria Franziska von Portugal geboren, und starb am 18. November 1887 in Brighton in Sussex. Er heiratete Maria von Este, mit der er die Söhne Karl (30. März 1848–18. Juli 1909) und Alfons Karl (12. September 1849–29. September 1936) hatte.
- Johann Karl Alfons Teresa Silvera wurde am 26. Juni 1913 als dritter Sohn von Alfons XIII. von Spanien und dessen Gemahlin Victoria Eugénie von Battenberg geboren, und starb am 1. April 1993. Er trug die Titel eines Prinzen von Asturien und eines Herzogs von Barcelona. Johann war mit Maria von Sizilien verheiratet und hatte mit ihr die Kinder Maria del Pilar (30. Juli 1936–), Johann Karl I. (5. Januar 1938–), Margarita Maria (6. März 1939–) und Alfons Christian (3. Oktober 1941–29. März 1956).

## Prinzen von England
- Johann wurde 1250 als vierter Sohn von Heinrich III. von England und dessen Gemahlin Eleonore von der Provence geboren, und starb 1256.
- Johann wurde am 10. Juli 1266 als ältester Sohn von Eduard I. von England und dessen erster Gemahlin Eleonore von Kastilien geboren, und starb am 1. August 1272.
- Johann wurde als unehelicher Sohn von Eduard I. von England geboren, und starb 1324. Er trug den Titel eines Grafen von Botetourt.
- Johann wurde am 15. August 1316 als zweiter Sohn von Eduard II. von England und dessen zweiter Gemahlin Isabella von Frankreich geboren, und starb am 13. September 1336. Er trug den Titel eines Herzogs von Cornwall und eines Grafen von Eltham.
- Johann wurde im März 1340 als vierter Sohn von Eduard III. von England und dessen Gemahlin Philippa von Hennegau geboren, und starb am 3. Februar 1399. Er trug die Titel eines Herzogs von Aquitanien und Lancaster, und eines Grafen von Richmond, Derby, Gaunt und Leicester. Johann war in erster Ehe mit Blanche of Lancaster verheiratet, mit der er die Kinder Philippa (31. März 1360–19. Juli 1415), Elizabeth (21. Februar 1364–24. November 1425), Johann (1362–?), Eduard (1364–?), Johann (4. Mai 1366–?) und Heinrich IV. (3. April 1367–20. März 1413) hatte. In zweiter Ehe vermählte er sich mit Constanze von Kastilien, die ihm die Kinder Isabel (1368–?), Katharina (6. Juni 1372–2. Juni 1418) und Johann (1374–?) schenkte. Zudem war er Vater der unehelichen Kinder Johann (1370–16. März 1409), Heinrich (1374–11. April 1447), Thomas (1377–31. Dezember 1426) und Johanna (1379–13. November 1440).
- Johann wurde 1362 als ältester Sohn von Johann von Lancaster und dessen erster Gemahlin Blanche of Lancaster geboren.
- Johann wurde am 4. Mai 1366 als dritter Sohn von Johann von Lancaster und dessen erster Gemahlin Blanche of Lancaster geboren.
- Johann wurde 1374 als Sohn von Johann von Lancaster und dessen zweiter Gemahlin Constanze von Kastilien geboren.
- Johann wurde am 20. Juni 1389 als vierter Sohn von Heinrich IV. von England und dessen erster Gemahlin Maria von Bohun geboren, und starb am 14. September 1435. Er trug den Titel eines Herzogs von Lancaster, Bedford, Kendal und Richmond. Johann war in erster Ehe mit Anna von Bourgogne verheiratet. In zweiter Ehe vermählte er sich mit Jakobäa von Luxemburg. Beide Ehen blieben kinderlos.
- Johann wurde 1448 als vierter Sohn von Richard Plantagenet, 3. Duke of York und dessen Gemahlin Cecily Neville geboren.
- Johann Ludwig wurde am 22. Juli 1736 als unehelicher Sohn von Georg II. von Großbritannien geboren, und starb am 16. Oktober 1811. Er trug den Titel eines Grafen von Wallmoden-Gimborn. Johann war in erster Ehe mit Charlotte von Wangenheim verheiratet. In zweiter Ehe vermählte er sich mit Louise von Lichtenstein.
- Johann Karl Franz wurde am 12. Juli 1905 als fünfter Sohn von Georg V. von Großbritannien und dessen Gemahlin Maria von Teck geboren, und starb am 18. Januar 1919.
- Johann Leopold Wilhelm Albert Ferdinand Viktor wurde am 2. August 1906 als Sohn von Carl Eduard (Sachsen-Coburg und Gotha) und dessen Gemahlin Victoria zu Schleswig-Holstein-Sonderburg-Glücksburg geboren, und starb am 4. Mai 1972. Er war Erbprinz von Sachsen-Coburg-Gotha. In erster Ehe heiratete er Feodora von der Horst, die ihm die Kinder Karoline Mathilde (5. April 1933–), Ernst Leopold (14. Januar 1935–27. Juni 1996) und Peter Albert (12. Juni 1939–) schenkte. In zweiter Ehe war er mit Maria Theresia Reindl vermählt.